# Begonia androturba
Espèce
Begonia androturba est une espèce de plantes de la famille des Begoniaceae.
Elle a été décrite en 2009 par C. Coyle.

## Répartition géographique
Cette espèce est originaire des Philippines.